# Mount Elliott (Grahamland)
Mount Elliott ist ein 1265 m hoher und markanter Berg an der Nordenskjöld-Küste des Grahamlands im Norden der Antarktischen Halbinsel. Mit seinen wenigen Felsvorsprüngen und eisfreien Kliffs an der Südostseite ragt er 24 km nordwestlich des Kap Sobral auf.
Der Falkland Islands Dependencies Survey (FIDS) kartierte und benannte den Berg im Jahr 1947. Namensgeber ist Frank Kenneth Elliott (* 1910), Leiter der Station des FIDS in der Hope Bay von 1947 bis 1948.